# 奉系军阀
奉系軍閥是民國軍閥的一个主要派系，屬於北洋系統，先後以張作霖和其子張學良為首，並一度成為中國境內最大的軍政府。奉系長期受日本支持，但與其也有衝突。奉系在《奉俄協定》（1924年）中的官方名称为中华民国东三省自治政府。
20世紀初，馬賊張作霖接受招安，:363辛亥革命后逐渐掌控奉天省，因此被稱為奉系。1918年，張作霖統一整个滿洲。後聯合皖系與孫中山的廣東政權組成反直三角同盟。1928年，東北易幟後，國民政府將其改稱東北軍。其殘餘在九一八事變和西安事變後逐漸被分化入中央軍各部。

## 源流
奉系创始人张作霖在其领内所建立的政权首府位于奉天省省城（今沈阳市），奉系因此得名。张作霖用計取代皖系督軍段芝貴，獨攬奉天省的軍權。
张作霖于1918年任东三省巡阅使。1919年8月5日，张作霖挤走吉林督军孟恩远，指派黑龍江督軍鲍贵卿兼任吉林督军，吉林地方军队纳入奉军系统。
1921年，张作霖任蒙疆经略使，並進行扩军。
1922年5月，奉系在第一次直奉战争失败。战后，张作霖挟“东三省议会”推举自己为东三省保安总司令，成立东三省保安总司令部，并宣布东北自治。奉军开始从一支土匪风气部队改为实行现代军事制度的军队。1922年7月24日，成立东三省陆军整理处，孙烈臣为總监，张作相、姜登选为副總监，张学良为参谋长。陆军整理处下设两个处：军学处，处长为陈瑛；工务处，处长为张宣。成立秘书、副官、军务、军需、军医、军法稽查等处，分管相关事宜。东三省统一编制，统一番号，均冠以“东三省陆军”称谓，不再使用各省省称番号。裁汰老、弱、病、残、劣的士兵6.9万人，整编为三个师，二十七个混成旅和五个骑兵旅共17万人。韩麟春为东三省军工厂总办，大办兵工厂。张学良为东三省航空处总办。设立东北海军总司令部，张作霖兼总司令，沈鸿烈任海军上将副总司令，代行总司令职。扩建“陆军东北讲武堂”，堂长由张作霖兼任；增设监督，由张学良兼任；萧其煊任教育长，增设步、骑、炮、工、辎各科，学习时间明确规定一年。
1924年秋，在「第二次直奉戰爭」中，奉系以五十萬大洋重賂馮玉祥倒戈直系，自立為國民軍並發動甲子政变，攻入北京、幽禁曹錕並摧毀其「賄選政府」，由國務總理黃郛「攝行大總統職」過渡:351。同時奉軍在少帥張學良指揮下，突破直軍防線，在山海關、秦皇島一帶包圍吳佩孚主力，繳械納降3萬餘人:351。吳率殘卒數千，浮海遁走，使奉系於「第二次直奉戰爭」中全勝:351。为向南方进军，奉系扩编军队，并冠以“东北陆军”字样。
至此，奉系大舉入關:352。編制是自「東北陸軍」中編出的6個「軍」，由姜登選、李景林、張學良、張作相、吳俊陞、許蘭洲分任第一至第六軍軍長:358。每軍下轄3至4個旅及若干個獨立團，如砲兵、工兵、輜重兵等:358。另加空軍、海軍由少帥張學良直接指揮:358。6個軍總共20餘萬人:358。第一軍、第三軍合組「一三聯軍司令部」，第三軍軍長張學良為司令，第三軍副軍長兼第六混成旅旅長郭松齡為副司令:358。第二次直奉戰爭後，奉軍再次擴編，改旅為師，改軍為軍團:358。1925年春，「一三聯軍司令部」改為「京榆駐軍司令部」，駐天津:358。直轄步兵6師12旅，騎兵1師2旅，砲兵2旅，工兵1團:358，共有步騎砲工輜各兵種7萬5千人:358。:358。張學良任第三軍團軍團長兼司令，郭松齡任副軍團長兼副司令。
11月初，奉系主帥、東三省巡閱使張作霖抵達天津，會晤馮玉祥商討善後，決定公推閒居天津的皖系軍閥段祺瑞暫時擔任「中華民國臨時執政」，以後另作安排:352。11月24日，段在北京就職:352。張作霖率千人入北京觀禮:352。就職後，段要「廢督裁兵」，解除各省兵權:352。張作霖乃自請撤銷「鎮威將軍府」，並解除「東三省巡閱使」名位，改任「東北邊防屯墾督辦」，仍「節制東三省軍務」:353。
馮和張作霖主張電請孫中山北上:354。段乃附和，聯名電請孫文大元帥北上，為和平統一，共商國是:354。張作霖、孫中山原為老友:354。二人兒子張學良、孫科乃「民國四大公子」，交情不惡:354。
第二次直奉戰爭後，奉軍第五軍副軍長闞朝璽奉命率2個奉軍混成旅及若干地方部隊，出任熱河特別區都統，駐節承德:359。李景林奉命出任直隸督辦，駐節天津，轄奉軍及改編地方部隊6萬餘人:359。
1928年被北伐军队击败，张作霖在退出关外时于奉天郊区的皇姑屯三洞桥（今沈阳市皇姑区与和平区交界处）被炸死，引发皇姑屯事件。其子张学良掌握兵权后，同年宣布东北易帜，奉系改编为东北边防军，进入新奉系时期。

### 东北边防军
1929年，奉军被蒋介石改编为國民革命軍东北边防军，简称“东北军”，约30万人，由张学良统辖。同年爆發中東路事件，東北軍面對蘇聯紅軍以慘敗收場。最終張學良與蘇聯簽署的《伯力協定》。
1930年國民政府內部爆发中原大战，东北军原先持觀望立場，但在蔣拉攏下，於9月18日宣佈支持蒋介石，主力再次入关，控制京津地区，結束中原大戰，并收编潰散的冯玉祥西北军宋哲元、石友三等部。
1931年7月18日，前西北軍系石友三發動反蔣，並向張學良的東北軍發兵，最終為東北軍與中央軍剿滅。但經歷中原大戰後，張學良東北軍大部皆在關內，在東北留守部隊有限。

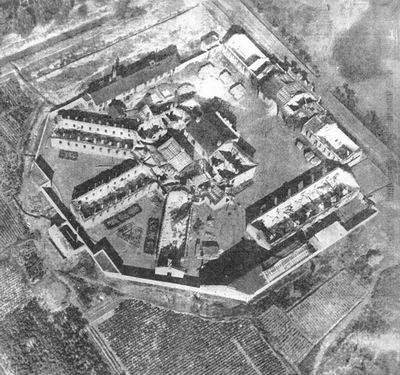
九一八事變中遭炮擊的東北軍北大營

9月18日，日本關東軍發動襲擊，九一八事变爆发，张学良为保存实力，对日本侵略不作抵抗，主力大部退入关内，只有黑龙江省主席马占山和少量东北军官兵拒绝执行张学良的“不抵抗政策”，自发组织反抗日本侵略军。日軍進逼錦州，張學良部不戰而撤出東北。
1933年2月25日，熱河戰役爆發，國民政府中央力促張抵抗，並協助調動八個軍組編為八個集團軍，熱河省政府主席湯玉麟（東北軍系）放棄職守，再次不戰而退。張學良遭到輿論簽千夫所指，最終下野。餘下的東北軍參加隨後爆發的长城战役。
1934年3月，回國後的张学良就任鄂豫皖剿匪总司令部副总司令，驻武昌；部分东北军南下。1935年夏，张学良任西北剿总副总司令（总司令蒋介石），16万东北军主力被蒋介石调至陕甘一带围剿红军，经历劳山、榆林桥、直罗镇三次战役，损失近三个师。官兵久厌内战，张学良秘密至上海会见杜重远、李杜等人士，中共秘密党员刘鼎赴张学良处工作。1936年12月12日，张学良和西北军将领杨虎城发动西安事变，迫使蔣介石與中國共產黨合作抗日。

### 西安事变后
1937年1月2日，蔣介石離開南京回奉化養傷，處理兄長蔣錫侯喪事。脫險後，認為「內亂癥結仍在共產黨」，決心不准張再回西北，並從行政上取消三位一體，1937年1月5日，以顧祝同、孫蔚如等取代張、楊。
蒋回南京扣留张，激怒西安方面:626。近20万东北军群龙无首，并在主战主和问题上发生严重分歧，最后发展到内部残杀。
1937年2月2日上午，东北军少壮派应德田、苗剑秋、孙鸣九等少數人派衛隊團連長于文俊率部衝入王宅，杀害臥病在床之东北军元老派第六十七軍军长王以哲、西北总部参谋处处长徐方、副处长宋学礼和交通处长蒋斌等人:632。血案发生后，王以哲的至交第一〇五师师长刘多荃將于文俊殺害，祭奠王以哲:632。刘多荃将部队开进西安搜捕少壮派军官。未參與「二二」事件之旅长高福源也被刘多荃下令槍殺:632。东北军内部残杀的悲剧愈演愈烈。经过中共代表周恩来多方做工作，避免事态的进一步扩大。
「二二」事件還使東北軍放棄甲案，接受乙案，全體東開，導致三位一體瓦解:633。東北軍接受東調豫皖地區:633。
1937年3月，东北军高级将领接受蒋介石提出的东北军东调的“乙案”。东北军遂东调，分驻豫南、皖北、苏北地区。4月到6月，南京政府对东北军进行整训、缩编。由每军四师的甲种军缩编成每军二师、每师二旅的乙种军编制，仅骑兵第2军保留三个师。
整编后的东北军有6个军，番号如下：
- 国民革命军第四十九军，军长刘多荃，辖第一〇五师（师长高鹏云）和第一〇九师（师长赵毅）
- 国民革命军第五十一军，军长于学忠，辖第一一三师（师长周光烈）和第一一四师（师长牟中珩）
- 国民革命军第五十三军，军长万福麟，辖第一一六师（师长周福成）和第一三〇师（师长朱鸿勋）
- 国民革命军第五十七军，军长缪澄流，辖第一一一师（师长常恩多）和第一一二师（师长霍守义）
- 国民革命军第六十七军，军长吴克仁，辖第一〇七师（师长金奎壁）和第一〇八师（师长张文清）
- 国民革命军骑兵第二军，军长何柱国，辖骑兵第3师（师长徐良）、骑兵第4师（师长王奇峰）和骑兵第6师（师长刘桂五）。

西安事變后离开东北军的第一〇六师（师长沈克）、骑兵第十师（师长檀自新）、炮兵第六旅（旅长黄永安）、炮兵第八旅（旅长乔方）均依附蒋军另立门户。原由东北义勇军编成的冯占海的国民革命军第六十三军番号被撤销，仅保留第九十一师。
八年抗战期间东北军四十九军、五十七军和六十七军参与淞沪战役和南京保卫战，五十一军参加保卫淮河及徐州会战，五十三军则转战冀、豫、鄂、湘。五十三军六九一团团长吕正操编入八路军。著名的东北军将领有于学忠、缪澄流、何柱国、汤玉麟、吴克仁、万福麟、王以哲、崔连山、刘多荃、黄显声等。
另外，马占山还在张学良劝导下，决定再次起义抗日，还受蒋命令组建东北挺进军。抗日战争爆发后，东北军被蒋分割使用于各个战场，也有一部分在战场上倒戈，投奔中国共产党。1949年1月，马占山与傅作义、邓宝珊等人一起接受中国共产党掌控北平的条件。中华人民共和国成立后寓居北京。
1955年，中国人民解放军第一次授衔时原东北军出身的将领有25名被授予将衔，其中上将1人：吕正操；中将1人：万毅；少将23人：解方、陈锐霆、贾陶、沙克、封永顺、赵东寰、于权伸、赵承金、高存信、李觉、徐明、宋学飞、金振钟、张志毅、杨有山、张加洛、罗文、纪亭榭、管松涛、郭维城、王振乾、江潮、张学思（张学良胞弟，早年即参加中国共产党）。

## 主要将领

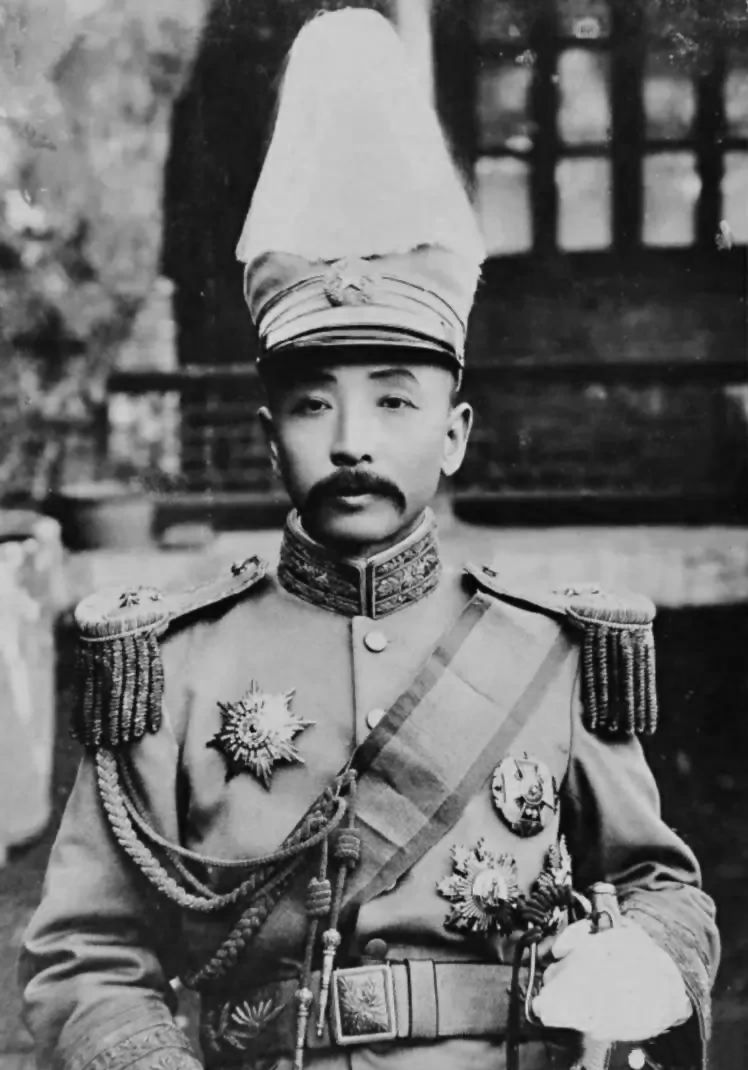
奉系領袖张作霖

舊派：是隨張作霖招安而來之「元老派」，包括張作相、張景惠、湯玉麟、吴俊升、孙烈臣、張海鵬、張宗昌、馬占山、許蘭州等。元老派原是一群綠林豪傑。大部分與张作霖是一樣出身。
新派：又有士官派和大學派之別。
士官（日本陸軍士官學校）派：元老派覺得需要充實一批留日歸國「士官派」。在1920年代，以楊宇霆為首領。姜登選為中堅，包括于學忠、何柱國、張驤伍等。
大學（北京陸軍大學）派：奉軍中下級骨幹，由「陸軍大學」和「東北講武堂」訓練出來。以張學良、郭松齡為首領，包括李景林等。曾任張學良老師的郭松齡尤為張學良所倚重，不過後來大學派等人反叛奉系。

### 重要人物
| 重要人物 |  | 任职时间  | 主要职务                 |
| -------- |  | --------- | ------------------------ |
| 张作霖   |  | 1916–1928 | 奉天督军、奉天督办       |
| 鲍贵卿   |  | 1917–1921 | 黑龙江督军、吉林督军     |
| 孙烈臣   |  | 1919–1924 | 黑龙江督军、吉林督军     |
| 张景惠   |  | 1920–1922 | 察哈尔都统               |
| 吴俊升   |  | 1921–1928 | 黑龙江督军、黑龙江督办   |
| 张作相   |  | 1924–1931 | 吉林督办、吉林省主席     |
| 张宗昌   |  | 1925–1928 | 山东督办                 |
| 杨宇霆   |  | 1925      | 江苏督办                 |
| 汤玉麟   |  | 1926–1933 | 热河都统、热河省主席     |
| 万福麟   |  | 1928–1931 | 黑龙江督办、黑龙江省主席 |
| 张学良   |  | 1928–1937 | 东北边防军司令长官       |
| 郭松龄   |  |           |                          |
| 张海鹏   |  |           |                          |